# Alvin Rakoff
Alvin Rakoff (Toronto, 18 febbraio 1927 – Londra, 12 ottobre 2024) è stato un regista canadese.

## Biografia
Attivo prevalentemente in Inghilterra, diresse più di 100 puntate di fiction televisive, una dozzina di pellicole per il cinema e diversi spettacoli teatrali. 
Vinse due volte l'International Emmy Award per i film TV A Voyage Round My Father (1982) e Call Me Daddy (1967).

## Filmografia

### Cinema
- Passaporto per l'inferno (Passport to Shame) (1958)
- Larry, agente segreto (The Treasure of San Teresa) (1959)
- Il mondo nella mia tasca (An einem Freitag um halb zwölf) (1961)
- Circolo vizioso (Crossplot) (1969)
- O ti spogli o ti denuncio (Hoffman) (1970)
- Il ragazzo e la quarantenne (Say Hello to Yesterday) (1971)
- Città in fiamme (City on Fire) (1979)
- La nave fantasma (Death Ship) (1980)
- Diabolico imbroglio (Dirty Tricks) (1981)

### Televisione
- Le avventure di Charlie Chan (The New Adventures of Charlie Chan) - serie TV (1957)
- ITV Play of the Week - serie TV (1961-1967)
- Call Me Daddy - film TV (1967)
- Play of the Month - serie TV (1972-1973)
- Romeo & Juliet, episodio di BBC Television Shakespeare - film TV (1978)
- A Voyage Round My Father - film TV (1982)
- Paradise Postponed - serie TV (1986)